# Монтичело Бријанца
Монтичело Бријанца (итал. Monticello Brianza) је насеље у Италији у округу Леко, региону Ломбардија.
Према процени из 2011. у насељу је живело 4182 становника. Насеље се налази на надморској висини од 381 м.

## Становништво
Према резултатима пописа становништва 2011. у општини је живело 4.217 становника.
| 1931. | 1936. | 1951. | 1961. | 1971. | 1981. | 1991. | 2001. | 2011. |
| ----- | ----- | ----- | ----- | ----- | ----- | ----- | ----- | ----- |
| 2.487 | 2.390 | 2.821 | 3.078 | 3.611 | 4.005 | 4.217 | 4.182 | 4.217 |

## Партнерски градови
- Martizay